# كارول بيتش يورك
كارول بيتش يورك (بالإنجليزية: Carol Beach York)‏ هي كاتبة للأطفال وكاتِبة أمريكية، ولدت في 21 يناير 1928 في شيكاغو في الولايات المتحدة، وتوفيت في 26 أبريل 2013.